# Chor Bakr

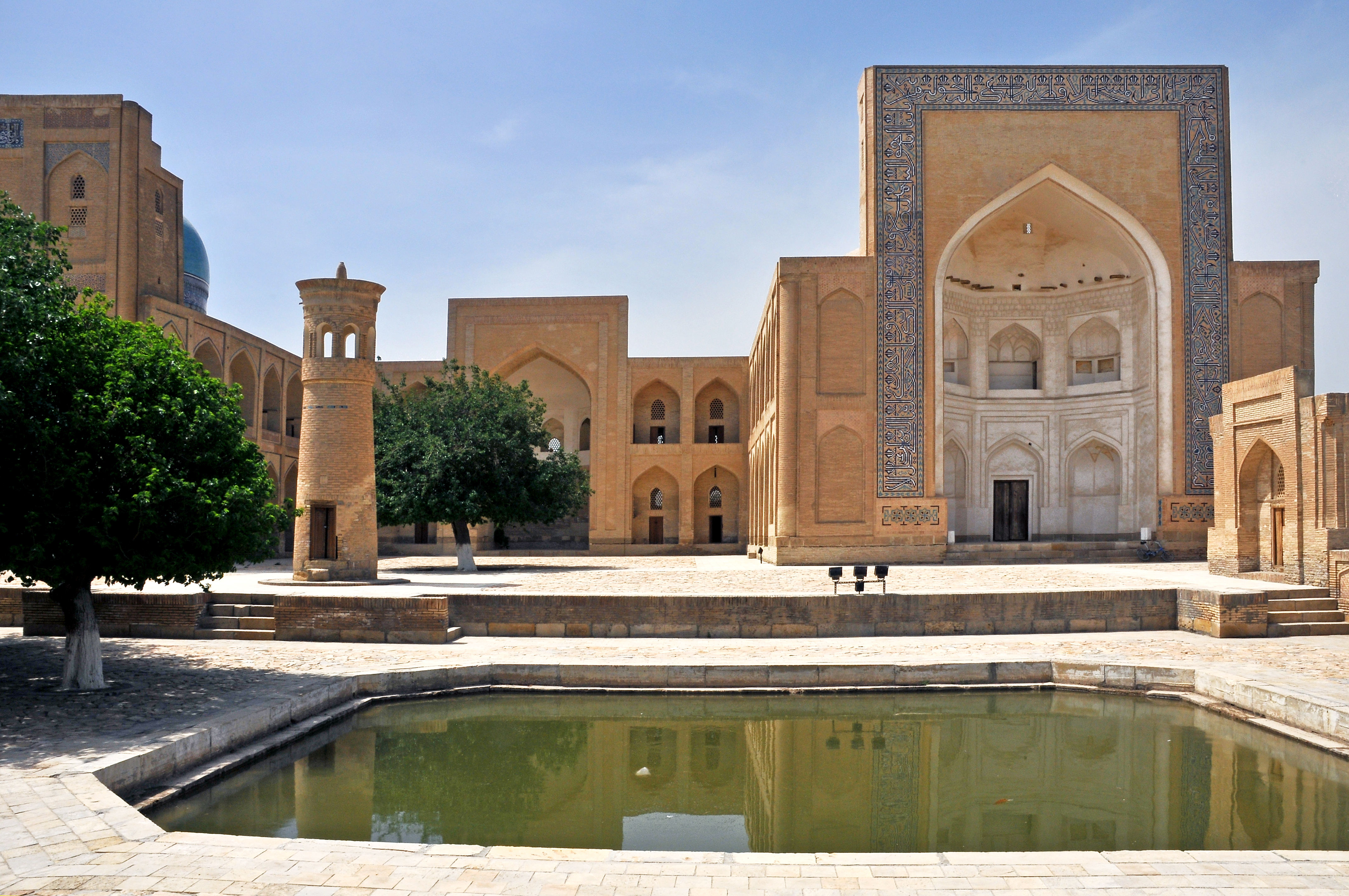

Chor Bakr é uma necrópole e conjunto monumental e memorial em Bucara, Usbequistão, construído no local onde foram sepultados Coja Abu Becre Sade (m. 970–971) e Imame Abu Becre Amade, dois líderes religiosos muçulmanos do século X, que juntamente com outros dois ficaram conhecidos como Chor Bakr ("quatro irmãos"), que eram descendentes de Maomé e tiveram um papel importante na disseminação do islão em Bucara. O conjunto é candidato a Património Mundial da UNESCO desde 2008.

## Descrição
O complexo encontra-se na zona de Sumitan, alguns quilómetros a oeste do centro da cidade. Embora os primeiros túmulos datem do século X, quando no local existiu um pequeno estabelecimento de dervixes, a maior parte dos monumentos foram construídos a partir do início da década de 1560. O conjunto inclui mais de 30 monumentos, a maior parte deles khaziras (pequenos conjuntos de túmulos rodeados por um muro, com entradas monumentais, ivãs e mesquitas memoriais). Na parte central há um khanaka (centro de congregação e de alojamento de sufis), uma madraça, uma mesquita e um pequeno minarete semelhante ao Minarete Kalyan.
A khazira dos saídes Juibar, situada na parte noroeste do complexo, é acessível por um longo corredor. Na parte oriental há outras khaziras, alinhadas na direção norte-sul. Em frente a elas, no lado ocidental, atrás dum pequeno tanque, erguem-se a mesquita e o khanaka. A norte da necrópole há um amplo jardim, com choupos, bordos, salgueiros e muitas árvores de fruto.

## História
Os Chor Bakr tiveram um papel importante na vida de Bucara, quando a cidade era a capital do Império Samânida e foram os antepassados da família dos cojas (khojas) Juibar (ou Jubari, Juibar ou Juibariã), que ganhou grande proeminência em Bucara no século XVI, quando eram líderes da comunidade sufi Naqshbandi local e estiveram ligados à ascensão ao poder de Abedalá Cã II (r. 1583–1598), o último monarca xaibânida de Bucara, que foi murid (dsicípulo espiritual) de Coja Islão Juibari (m. 1563).
Quando Abedalá Cã instalou em Bucara a sua capital, mais de vinte anos antes de se tornar formalmente cã supremo do Canato de Bucara, ordenou que Sumitan fosse integrada em Bucara para garantir a proteção dos túmulos de Coja Abu Becre Sade e Imame Abu Becre Amade e de outras propriedade dos Juibar. Em volta dos túmulos dos santos, Abedalá mandou construir uma série de edifícios monumentais, a maior parte dos quais ainda está intacta. No entanto, a conclusão do complexo demorou muito mais tempo. Todos os membros da família Juibar, incluindo as mulheres, passaram a ser sepultados em Chor Bakr. O minarete só foi erigido no início do século XX.